# Кафумана, Мануэл
Мануэл Луиш да Силва Кафумана (порт. Manuel Luís da Silva Cafumana, также известный как Шоу; род. 6 марта 1999, Луанда) — ангольский футболист, полузащитник американского клуба «Даллас», где выступает на правах аренды, и сборной Анголы.

## Биография

### Клубная карьера
Начинал профессиональную карьеру у себя на родине в команде «Примейру ди Агошту», в составе которой провёл три сезона, стал трёхкратным чемпионом Анголы и дошёл до полуфинала Лиги чемпионов КАФ 2018. В 2019 году подписал контракт с французским клубом «Лилль», но практически сразу был отдан в аренду в португальский «Белененсеш САД». Сезон 2020/21 также отыграл в аренде в португальской «Боавиште». В августе 2021 года перешёл в болгарский «Лудогорец». В его составе стал обладателем Кубка Болгарии и дважды чемпионом страны. В начале сезона 2023/24 заключил контракт с израильским «Маккаби» Хайфа. В сезоне 2024/25 был взят в аренду клубом MLS «Даллас».

### Карьера в сборной
Дебютировал за сборную Анголы 25 июня 2017 года в матче со сборной Маврикия (1:0) в рамках Кубка КОСАФА 2017.
Участник кубков африканских наций 2019 и 2023. На турнире 2023 года сыграл во всех пяти матчах и дошёл со сборной до 1/4 финала, где Ангола уступила Нигерии (0:1).

## Достижения
«Примейру ди Агошту»
- Чемпион Анголы (3): 2017, 2018, 2018/19
- Обладатель Кубка Анголы: 2018/19

«Лудогорец»
- Чемпион Болгарии (2): 2021/22, 2022/23
- Обладатель Кубка Болгарии: 2022/23
- Обладатель Суперкубка Болгарии: 2022